# Вудхедская линия
Вудхедская линия (англ. Woodhead line) — железнодорожная линия в Северной Англии, связывавшая Шеффилд, Пенистоун и Манчестер. Особенностью маршрута является Вудхедский тоннель под высокими вересковыми пустошами северной части Пик-Дистрикт. Линия электрифицирована в 1953 году. В1981 году был закрыт участок от Хадфилда до Пенистоуна.
Участок от Манчестера до Глоссопа/Хадфилда находится в эксплуатации. Участки к востоку от Пеннинских гор вблизи Пенистоуна и от Шеффилда до Дипкара также действуют, последний — только для грузового сообщения. На других участках рельсы убраны, дорога включена в Транс-Пеннинскую тропу и Национальный велосипедный маршрут 62. Для коллекционеров железнодорожных реликвий Вудхедская линия имеет культовый статус.

## Маршрут

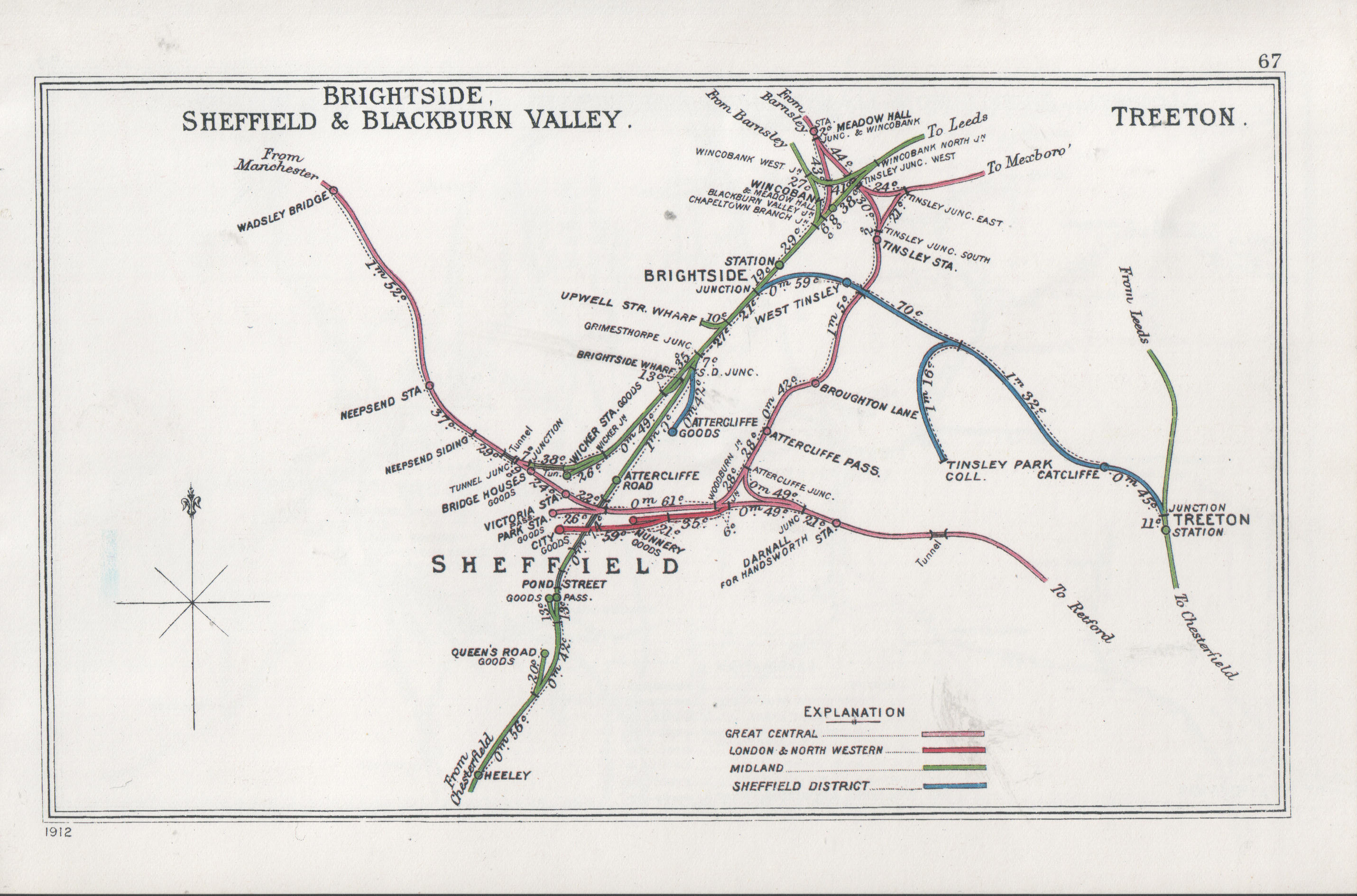
Карта Железнодорожного клирингового дома с изображением участка Вудхедской линии от Уодсли-Бридж до вокзала Виктория в Шеффилде

Длина маршрута составляла 66,8 км с остановками в Манчестере, Гортоне, Гайд-Бридже, Ньютоне, Годли-Джанкшен, Моттраме, Глоссопе, Динтинге, Глоссоп-Централ, Хадфилде, Кроудене, Вудхеде, Данфорд-Бридже, Хазлхед-Бридже, Пенистоуне, Уортли, Дипкаре, Отибридже, Уодсли-Бридже, Нипсенде и Шеффилде. В 2018 году поезда ходят из Манчестера в Глоссоп и Хадфилд, из Шеффилда в Пенистоун и далее в Хаддерсфилд. Участок от Дипкара до Шеффилда в настоящее время используется для грузовых перевозок.

## История

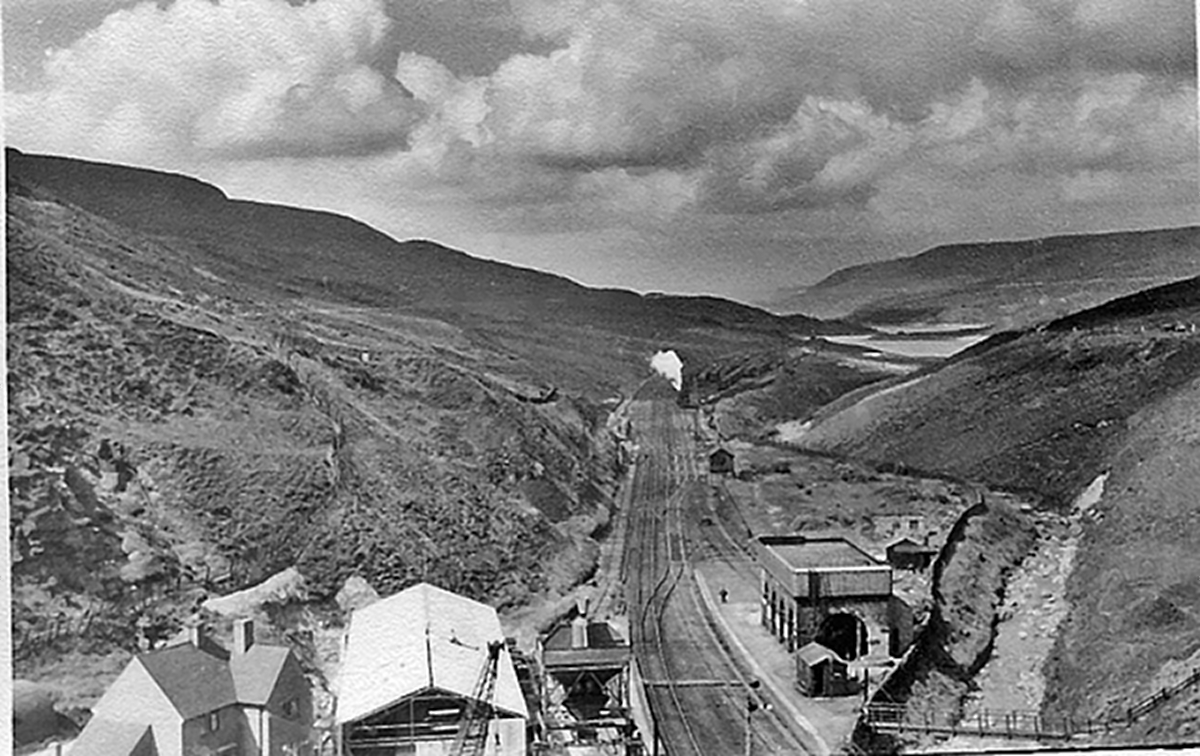
Вид на Вудхедскую линию со стороны западного входа в Вудхедского тоннеля. На переднем плане видна станция Вудхед (1951)

### Строительство

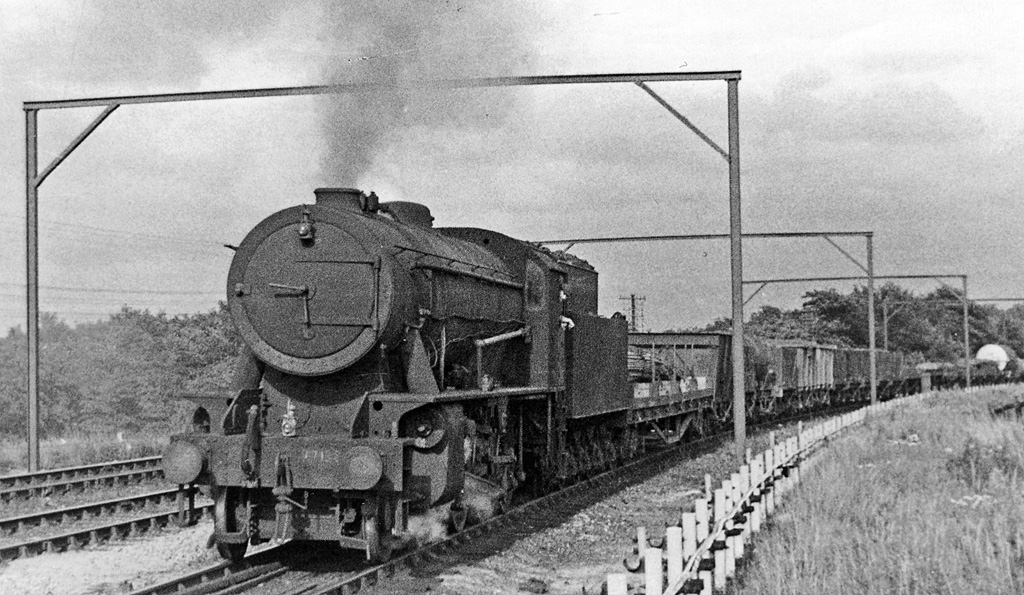
Грузовой поезд возле Уэст-Силкстун-Джанкшен (1950)

Линия открылась в 1845 году. Её строительством занималась компания Sheffield, Ashton-under-Lyne and Manchester Railway, инженером был Джозеф Лок. В 1847 году в результате слияния компании-владельца с Sheffield and Lincolnshire Junction Railway, Great Grimsby and Sheffield Junction Railway и Grimsby Docks Company была сформирована Manchester, Sheffield and Lincolnshire Railway, которая с 1897 года стала называться Great Central Railway (GCR). После консолидации железнодорожных компаний в 1923 году дорога досталась LNER, а после национализации в 1948 году стала частью Восточного региона British Railways.
Конечным пунктом на востоке изначально был вокзал Бриджхаусиз. К моменту создания в 1847 году Manchester, Sheffield and Lincolnshire Railway старый вокзал уже не справлялся с грузопотоком, и был построен участок длиной 1 км, включая виадук Уикер-Арчез, спроектированный Джоном Фаулером, до нового шеффилдского вокзала Виктория. Он был открыт в 1851 году.
Движение грузов и пассажиров по линии оказалось очень интенсивным, из-за чего некоторые участки были расширены до четырёх путей.

### Электрификация

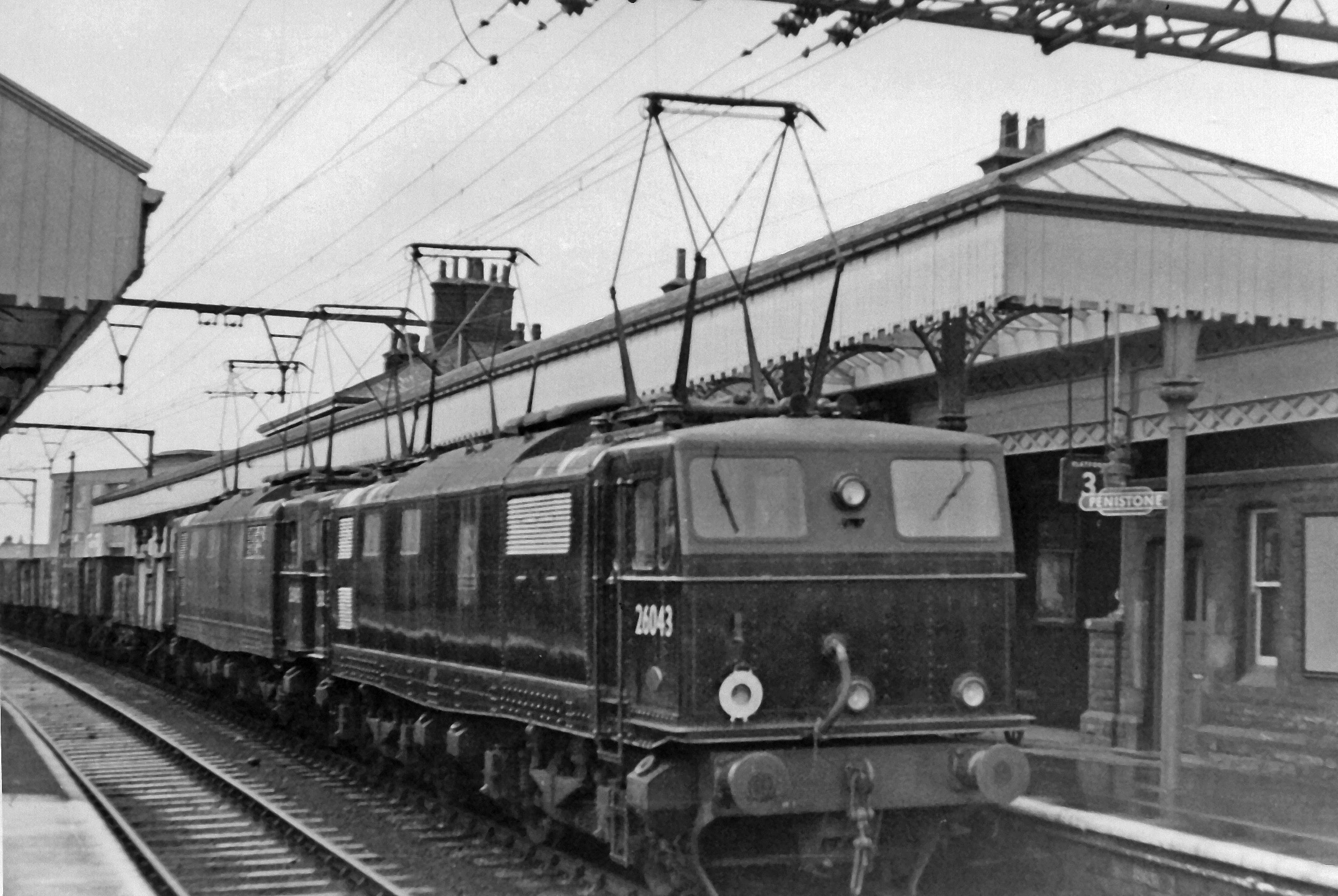
Электровоз на станции Пенистоун (1954)

Первым участком, рассмотренным GCR для электрификации, стал перегон Пенистоун — Уот на ответвлении в Уорсборо, где имелся крутой подъём. Паровозы плохо справлялись здесь с затягиванием наверх гружёных углём поездов. Конкретный план по переводу на электрическую тягу был составлен  LNER в 1936 году. К началу Второй мировой войны была построена большая часть столбов под контактную сеть.
Из-за начала войны работы по электрификации приостановили, но сразу после окончания боевых действий их возобновили — но уже с одновременным строительством нового, третьего по счёту, Вудхедского тоннеля с двумя путями. Он был построен вместо двух тоннелей викторианской эпохи, поврежденных паровозным дымом за многие годы эксплуатации. Также потребовалось построить второй Тарголендский тоннель, так как существующий не мог вместить две электрифицированные линии.
Проект электрификации маршрута Манчестер — Шеффилд — Уот был завершён в 1955 году. Контактная сеть питалась напряжением 1500 В постоянного тока. Хотя это была проверенная система (и до сих пор являющаяся стандартной в Нидерландах), сравнительно низкое напряжение требовало обустройства большего количества электроподстанций и большего сечения, а значит массы, проводов. При этом легко осуществлялась передача энергии в одной контактной секции от поездов, движущихся вниз по склону, поездам, осуществляющим подъём, за счёт рекуперативного торможения. Основным подрядчиком по электрификации стала компания Bruce Peebles & Co. Ltd. из Эдинбурга. Технический прогресс вскоре привёл к переходу на новый стандарт электропитания —  25 кВ переменного тока. Вудхедская линия оказалась единственной крупной магистралью с питанием 1,5 кВ постоянного тока.
Электровозы для линии были построены на Гортонском локомотивном заводе в Манчестере. Это были EM1/Class 76 для грузовых (и иногда для пассажирских) и EM2/Class 77 — для скорых пассажирских поездов. Учитывая крутые уклоны на линии, локомотивы имели возможность использования рекуперативное торможение на спуске от Вудхеда. Позднее им добавили реостатное торможение. Кроме того, для пригородных перевозок (Манчестер — Глоссоп —Хадфилд) был разработан электропоезд Class 506. В 1954 году в Реддише на линии Фаллоуфилд-Луп было открыто депо для нового подвижного состава.

### Закрытие

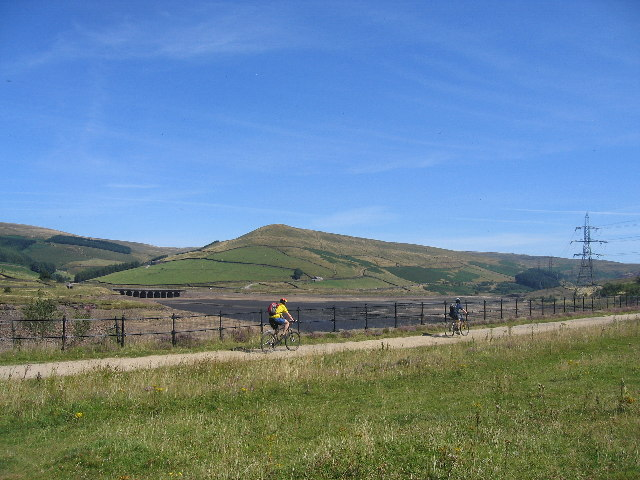
Лонгдендейлская тропа, проложенная на месте бывшей железной дороги между Хадфилдом и Вудхедом

В течение 1950-х годов в развитие линии вкладывались крупные средства, поэтому закрытие её для пассажирских перевозок 5 января 1970 года привело к скандалу, так как выяснилось, что альтернативный маршрут по линии Хуоп-Вали через Эдейл не может быть закрыт из-за социальных и инфраструктурных причин, и при этом способен принять весь пассажиропоток из  Манчестера в Шеффилд. Электровозы Class 77, предназначенные для пассажирских перевозок, были проданы Нидерландским железным дорогам, где также применялся стандарт 1500 В постоянного тока. К концу 1970-х годов большую часть оставшегося грузопотока составлял уголь из Йоркшира на электростанцию Fiddlers Ferry возле Уиднеса, что требовало на конечном участке перехода на дизельную тягу.
К 1980-м годам совместное действие нескольких факторов: наличия альтернативных маршрутов, отсутствия пассажирских перевозок, снижения перевозок угля через Пеннинские горы и необходимость заменить нестандартную систему электропитания и соответствующие ей электровозы Class 76 — привело к решению о закрытии линии на участке к востоку от Хадфилда. Последний поезд прошёл маршрут 18 июля 1981 года, и линия была законсервирована.
В середине 1980-х годов рельсы на закрытом участке были сняты, положив конец надеждам на возвращение линии в эксплуатацию. К 2018 году практически на всём участке к востоку от Хадфилда пути убраны, исключение составляют нескольких коротких секций, использующихся совместно с другими линиями, в особенности в Пенистоуне. Насыпь между Хадфилдом и Вудхедским тоннелем превращена в Лонгдендэйльскую тропу для пеших и велосипедных прогулок.

### Закрытие нового тоннеля
В 2007 году компания  National Grid, которой принадлежат все три Вудхедских тоннеля, предложила перенести все кабельные сети в тоннель 1953 года. Эта работа была выполнена в период с 2008 по 2012 год. Таким образом, возобновление железнодорожного движения через самый новый Вудхедских тоннель стало невозможным. Перед началом работ Национальный парк Пик-Дистрикт и другие местные органы указывали на несколько причин, почему тоннель нельзя закрывать, однако в сентябре 2007 года правительство отказалось вмешиваться в этот вопрос.

### Действующие участки
Пригородное пассажирское сообщение между Манчестером, Глоссопом и Хадфилдом продолжается, однако в декабре 1984 года участок переведён на стандарт 25 кВ переменного тока. Электропоезда Class 506 сняты с линии и заменены на Class 303, переброшенные из района Глазго. В 2013 году на линии работали электропоезда Class 323.
Платформы Хаддерсфилдской линии на станции Пенистоун используется дизельными пригородными поездами Clas 144, следующими по маршруту Хаддерсфилд—Шеффилд. Они идут вдоль путей Вудхедской линии на коротком участке между бывшими остановками Хаддерсфилд-Джанкшен и Барнсли-Джанкшен.
Последней действующей секцией Вудхедской линии является однопутный участок от Вудберн-Джанкшен до Дипкар, входящий в линию Шеффилд —Линкольн, по которой ходят грузовые поезда до сталелитейного завода в Стоксбридже.

## Предложения о восстановлении
Вудхедская линия получила культовый статуса среди коллекционеров железнодорожных реликвий, что необычно для электрифицированной дороги. Оригинальный плакат, рекламирующий  «современный» маршрут, выпущенный в 1955 году советом British Railways и озаглавленный «Britain's First All-Electric Main Line» («Первая в Британии полностью электрифицированная магистраль»), имеет высокую стоимость на аукционах и выпускается в репродукциях до настоящего времени.
В 1967 году предложено использовать часть линии и Вудхедский тоннель для прокладки автомагистрали Манчестер — Шеффилд. Был построен короткий участок этой дороги в Манчестере, теперь известный как шоссе М67.
В 1999 году Central Railway предлагала использовать Вудхедский тоннель в проекте трассы, связывающей Ливерпуль и Лондон.
В 2002 году Trans-Pennine Rail Group, в которой были широко представлены местные власти и руководители Национального парка Пик-Дистрикт, передали Транспортной комиссии подтверждение, что имеются серьёзные предложения о возобновлении работы Вудхедской линии. В 2007 году эта группа была распущена, а её функции взяла на себя Northern Way and the North West Rail Campaign.
В 2003 году Манчестерский филиал Института логистики и транспорта направил в парламентский комитет предложение компании Arriva об открытии Вудхедской линии и тоннеля.
В 2006 компания Translink предложила открыть тоннеля и линию для грузовых перевозок. Это предложение поддержали несколько групп, выступающих против строительства Лонгдендейлского обхода, стоимость которого оценена в 180 млн фунтов стерлингов.
Также имеются предложения восстановить маршрут из Дипкара в Шеффилд в виде двухпутной исторической железной дороги под названием Don Valley Railway, связанной с Sheffield Supertram в Нуннери. В 2010 году предлагалось открыть для пассажиров линию от Шеффилда до Стоксбриджа со строительством станций в Стоксбридже, Дипкаре, Уарнклиффе и Отибридже и терминала в центре Шеффилда возле остановки Sheffield Supertram «Нуннери-сквер». Минимальная стоимость проекта оценивалась в 4,3 млн фунтов.
В 2017 году вновь созданная компания Grand Northern Group объявила о планах открыть линию для грузовых перевозок, чтобы разгрузить Вудхедский обход. Поезда предполагается пустить от Бредбери (рядом с шоссе М60) до Тинсли (рядом с шоссе М1).

## В популярной культуре
Вудхедская линия доступна в качестве DLC для железнодорожного симулятора Rail Simulator 2. В комплект входят электровозы Class 76 и Class 77. Обновлённая версия, использующая раскраску в цветах British Rail, включает также электропоезд Class 506.
Персонаж сериала «Улица Коронации» Рой Кроппер строит макет линии в формате 00 в квартиру над своим кафе Roy's Rolls. Макет неоднократно упоминался в разных сериях и впервые был показан эпизоде 8345 17 марта 2014 года.